# دانشگاه واخنینگن
دانشگاه و پژوهشگاه واخِنینگِن (به هلندی: Wageningen Universiteit) یکی از دانشگاه‌های کشور هلند واقع در شهر واخنینگن است که در حوزه‌های کشاورزی، منابع طبیعی، صنایع غذایی و علوم پایه آنان به آموزش و پژوهش می‌پردازد.

## تاریخچه
پیشینه تدریس علوم کشاورزی در شهر واخنینگن هلند به سال ۱۸۷۶ میلادی برمی‌گردد و دانشگاه واخنینگن در سال ۱۹۱۸ (۱۲۹۷هجری خورشیدی) تأسیس شده است. این دانشگاه نزدیک یک قرن مهم‌ترین مرکز آموزشی-پژوهشی در زمینهٔ علوم گیاهی، علوم دامی، علوم زیست‌محیطی و مدیریت منابع طبیعی، فناوری کشاورزی و علوم اجتماعی بوده‌است. این دانشگاه در چند دههٔ اخیر به عنوان یکی از معدود مراکز پیشرو در حیطهٔ علوم زیستی و مدیریت منابع طبیعی در سطح جهان مطرح گردیده‌است. دانشگاه واخنینگن در کنار ارتباطات وسیع بین‌المللی، نقش مهمی را در هر دو زمینهٔ آموزش و پژوهش در جامعهٔ هلند بر عهده دارد.

## اهداف
مرکز پژوهشی دانشگاهی واخنینگن یگانه مرکزی در کشور هلند است که پژوهش‌های بنیادی و استراتژیک را با آموزش درسطوح کارشناسی، کارشناسی ارشد و دکتری تخصصی درآمیخته است. این زیربنای گسترده کشور هلند را قادر می‌سازد که نیاز فوری خود را در زمینهٔ تخصص‌های مربوط به کشاورزی، صنایع غذایی و مدیریت منابع طبیعی برطرف سازد. مرکز دانشگاهی پژوهشی واخنینگن رو هدف عمده را همواره مد نظر داشته و دارد: غذا و محیط زیست. حیطهٔ فعالیت مرکز پژوهشی دانشگاهی واخنینگن کل زنجیرهٔ تولید و توزیع غذا شامل تجارت فراورده‌های کشاورزی، تولید محصولات کشاورزی غیرغذایی، مسائل زیست‌محیطی و مسائل مربوط به نحوهٔ استفاده از زمین را در بر می‌گیرد. مباحثی چون امنیت غذا، کیفیت غذا و جنبه‌های تفریحی-توریستی استفاده از محیط زیست اخیراً مورد توجه پژوهشگران این دانشگاه قرار گرفته‌است. در کنار تولید دانش پایه، دانشگاه واخنینگن منبع مهمی از دانش و علوم کاربردی است. در این مرکز تأکید زیادی بر روی فراهم نمودن ترکیب درستی از دانش علمی و مهارت علمی که منجر به شکوفایی خلاقیت در زمینه‌های مختلف می‌شود وجود دارد. به منظور تسهیل گردش اطلاعات بین دانشگاه و مراکز پژوهشی تحت پوشش این دانشگاه، مرکز تحقیقاتی واخنینگن طرحی را در دست اجرا دارد که تمامی گروه‌های درسی-پژوهشی، پژوهشگران، استادان و دانشجویان همه در یک ساختمان عظیم و مدرن اسکان یابند. نخستین ساختمان این طرح در سال ۲۰۰۶ میلادی آمادهٔ بهره‌برداری خواهد بود. نهایتاً، قابل ذکر است دانشگاه واخنینگن به‌صورتی فعال با سایر دانشگاه‌ها و مراکز پژوهشی داخل و خارج از هلند ارتباطی مداوم داشته و مایل به گسترش دادن هرچه بیشتر آن است.

## رتبه‌بندی
در رتبه‌بندی دانشگاهی جهان QS در سال ۲۰۲۰ دانشگاه واخنینگن در رتبه ۱۲۵ دنیا و هفتم هلند قرار گرفته است اما در زمینه کشاورزی و منابع طبیعی دارای رتبه یک بوده‌است.همچنین بر اساس رتبه بندی موسسه تایمز در سال ۲۰۲۰ این دانشگاه در رتبه ۵۹ دانشگاه های جهان قرار دارد.

## آمار استادان و دانشجویان
پرسنل ۷٬۰۰۰ نفر (شامل ۱۷۰ پروفسور تمام وقت) دانشجویان دکتری و فوق لیسانس ۵٬۰۰۰ نفر دانشجوی فوق لیسانس در سال ۲۰۰۳: ۱٬۳۳۹ نفر (شامل ۶۷۰ نفر دانشجوی خارجی) فارغ‌التحصیل دکتری در سال ۲۰۰۲: ۱۷۸ نفر (شامل ۹۱ نفر دانشجوی خارجی)

## مقطع کارشناسی ارشد
دانشگاه واخنینگن رشته‌های مختلف و متنوعی را در مقطع فوق لیسانس به دانشجویان و علاقه‌مندان عرضه می‌کند. زبان کلیه دروس انگلیسی می‌باشد. سال تحصیلی در این مقطع سپتامبر (شهریور) هر سال آغاز می‌شود. کل دوره فوق لیسانس مجموعاً ۲ سال بوده و شامل ۱۲۰ واحد درسی می‌یاشد. هر واحد درسی بر مبنای ساعات تدریس سنجیده می‌شود. یک واحد درسی تقریباً معادل ۲۸ ساعت فعالیت آموزشی است. اغلب رشته‌های فوق لیسانس گرایش‌ها و تخصص‌های ویژه‌ای را در بر می‌گیرد.